# Источна Африка
Источна Африка је најисточнија регија афричког континента која се различито дефинише у географији или геополитици. Према УН-овој шеми географских регија источну Африку чине следећих 20 земаља:
- Јужни Судан, Уганда, Бурунди и Руанда – понекад се (у географском смислу) сматрају делом средње Африке
- Кенија, Танзанија – чланице Источноафричке заједнице (EAC)
- Џибути, Еритреја, Етиопија и Сомалија – често се означавају као Афрички рог
- Мозамбик и Мадагаскар – понекад се сматрају делом јужне Африке
- Малави, Замбија и Зимбабве – понекад се укључују у Јужну Африку и бившу Средњоафричку Федерацију
- Комори, Маурицијус и Сејшели – мале острвске државе у Индијском океану
- Реинион и Мајот – Француске прекоморске територије у Индијском океану

Египат и Судан се понекад, географски, убрајају у ову регију.

## Историја
Источна Африка је током 19. и 20. века била у центру главних империјалистичких европских нација тог времена. Три главне боје афричке земље биле су беж, црвена и плава. Црвена је била за Енглезе, плава за Французе, а беж за Немачку током периода колонијализма. Током периода Освајање Африке, процес колонијалне експанзије  којим су у другој половини 19. века западноевропске силе установиле своју власт над готово целокупним афричким континентом. Освајање Африке резултовало је окупацијама и анексијама афричких територија од стране европских сила током периода Новог Империјализма и то између 1880. и 1914. године. Берлинска конференција 1884. године, која је регулисала европску колонизацију и трговину у Африци, обично се назива полазиштем борбе за Африку,  скоро свака земља у ширем региону је у различитом степену постала део европског колонијалног царства.
Португал је био први међу европским државама који је успоставио снажну присутност у јужном Мозамбику и Индијском океану од 15. века. Португалци су се напокон на језеру Малави сусрели с недавно створеним Британским Протекторатом Нyасаланд (данашњи Малави), који је окруживао истоимено језеро с три стране, допустивши Португалцима надзор источне обале језера. Британско царство је заузело делове региона данашње Уганде и Кеније. Протекторат Уганде и Кеније налазили су се на богатом пољопривредном земљишту које је углавном погодно за узгој култура попут кафе и чаја, као и за сточарство са производима произведеним од говеда и коза, као што су козје и говеђе месо и млеко. Оова област је имала потенцијал за значајну  експанзију, јер је била погодна за пресељење великог броја британских држављана у регион. Преовлађујући климатски услови и геоморфологија региона омогућили су оснивање напредних насеља у европском стилу као што су Најроби, Вила Пери, Вила Жункеиро, Порто Амелија, Лоренсо Маркес и Ентебе.

## Географија
Неки делови источне Африке подмлађени су концентрацијама дивљих животиња попут „велике петорке“, тј. слона, лава, зебре, жирафе и носорога, чије су популације током недавних времена опадале због повећаног и неконтролисаног лова, посебно носорога и слонова.
Географија источне Африке често је изненађујућа и сликовита. Обликована силама глобалне тектонике плоча које су створиле Велику раседну долину, источна Африка је налазиште два највиша врха у Африци, Килиманџара и Маунт Кеније.
Јединствена географија и очигледна предодређеност за пољопривреду учиниле су источну Африку метом европских истраживања, експлоатације и колонизације у деветнаестом веку. Данас је туризам важан део економија Кеније, Танзаније и Уганде.
Природно језгро Источне Африке чини Језерска висораван или Источноафричка висораван (висине преко 1 000. м), најпространија висораван Африке. Висораван је разбијена огранцима Великог источноафричког рова, па се у рељефу смењују громадне планине (нпр. Рувензори), вулканске планине (нпр. Килиманџаро и Кенија) и вулкански платои.
Северно од Језерске висоравни, одвојена делом Великог источноафричког рова у којем се налази Рудолфово језеро, простире се Етиопска висораван. То је сложен простор на којем се смењују планински венци, масиви и висоравни. Источно од Етиопске висоравни, такође освојена ровом, простире се Сомалијска висораван.
У источној Африци преовлађују саване и тропске степе. Тропске кишне шуме сведене су на подножја планинских масива, а најраспрострањеније су на западу, где се настављају на шуме басена Конга. У источној Африци је изражена висинска појасност.

## Клима
Клима источне Африке је прилично нетипична за екваторијалне регионе. Због надморске висине у региону и кишних западних монсунских ветрова који се стварају због планинског венца Рувензори и Етиопске висоравани, источна Африка је хладна и сува за своју географску ширину. На обали Сомајлије може проћи много година без икакве кише. На другим местима годишња количина падавина се генерално повећава према југу и са надморском висином, и износи око 400 mm у Могадишу и 1.200 mm у Момбаси на обали, док се према копну и планинама повећава за око 130 mm у Гароовеу до преко 1.100 mm у Момбаси близу Килиманџара, који се налази у североисточној Танзанији, на граници са Кенијом, око 350 km јужно од Екватора и око 500 km севернозападно од града Дар ес Салама. Необично је да већина кише пада у две различите влажне сезоне, једна током априла, а друга током октобра или новембра.
Западно од Етиопскe висоравни, великог платоа испресецаног планинским масивима који се протеже од Еритреје, Етиопије, до северне Сомалије и Рога Африке,падавине су тропске, са кишом током целе године близу екватора и једном влажном сезоном у већини етиопских висоравни. Годишња количина падавина се креће од преко 1.600 mm на западним падинама до око 1.250 мм  у Адис Абеби и 550 mm у Асмари. У високим планинским венцима, количина падавина може бити преко 2.500mm.
Падавине у источној Африци карактеришу две главне сезоне падавина, дуге падавине од марта до маја и кратке падавине од октобра до децембра. На варијабилност падавина утиче дипол Индијског океана. Ел Нињо догађаји, глобални атмосферско-океански феномен који настаје услед флуктуација праваца ветрова и температуре воде у тропском делу Тихог океана, повећава количину падавина осим у северним и западним деловима етиопског и еритрејског висоравни, где изазива сушу и поплаве реке Нила. Поплаве Нила резултат су годишњег монсуна између маја и августа који узрокује огромне падавине на Етиопској висоравни чији врхови достижу висину до 4550 метара. Већи део ове кишнице се уливају у реку  Плави Нил и Атбарах, док мање количине протичу кроз Собат и Бели Нил па све додо Нила. Током овог кратког периода те реке доприносе до деведесет процената воде Нилу и већине седиментације коју он носи, али након кишне сезоне смањују се на мање реке. 
Позитиван дипол у Индијском океану доводи до загрејавања површине мора код обала источне Африке и доводи до повећање падавина у источној Африци. Температуре у источној Африци, осим у врућем и углавном влажном обалском појасу, су умерене, са максимумима до око 25 °C) и минимумима до 15 °C на надморској висини од 1.500 метара. На висинама већим од 2.500 метара, мразеви су уобичајени током сушне сезоне, а максимуми су типично око 21 °C.
| Клима Источне Африке          | Клима Источне Африке | Клима Источне Африке | Клима Источне Африке | Клима Источне Африке | Клима Источне Африке | Клима Источне Африке | Клима Источне Африке | Клима Источне Африке | Клима Источне Африке | Клима Источне Африке | Клима Источне Африке | Клима Источне Африке | Клима Источне Африке |
| Показатељ \ Месец             | .Јан.                | .Феб.                | .Мар.                | .Апр.                | .Мај.                | .Јун.                | .Јул.                | .Авг.                | .Сеп.                | .Окт.                | .Нов.                | .Дец.                | .Год.                |
| ----------------------------- | -------------------- | -------------------- | -------------------- | -------------------- | -------------------- | -------------------- | -------------------- | -------------------- | -------------------- | -------------------- | -------------------- | -------------------- | -------------------- |
| Апсолутни максимум, °C (°F)   | 33 (91)              | 33 (91)              | 32 (90)              | 32 (90)              | 29 (84)              | 27 (81)              | 26 (79)              | 30 (86)              | 34 (93)              | 36 (97)              | 35 (95)              | 34 (93)              | 32 (90)              |
| Минимум, °C (°F)              | 21 (70)              | 20 (68)              | 19 (66)              | 16 (61)              | 12,0 (53,6)          | 9 (48)               | 9 (48)               | 12 (54)              | 16 (61)              | 20 (68)              | 21 (70)              | 21 (70)              | 19,5 (67,1)          |
| Количина падавина, mm (in)    | 102 (4,02)           | 88 (3,46)            | 46 (1,81)            | 19 (0,75)            | 10 (0,39)            | 1 (0,04)             | 1 (0,04)             | 4 (0,16)             | 5 (0,2)              | 13 (0,51)            | 46 (1,81)            | 67 (2,64)            | 88 (3,46)            |
| Дани са падавинама (≥ 0.1 mm) | 14                   | 10                   | 8                    | 4                    | 1                    | 0                    | 0                    | 0                    | 1                    | 3                    | 8                    | 11                   | 41                   |
| Извор:                        |                      |                      |                      |                      |                      |                      |                      |                      |                      |                      |                      |                      |                      |

### Становништво
Будући да се у Источној Африци појавио први човек и да су људи у њој најдуже насељени, одликује је право шаренило народа и језика. Због тога у свим земљама постоји двојезичност - упоредно са језицима домаћег становништва као службени користе се још енглески (Кенија, Танзанија, Уганда) и француски језик (Руанда, Бурунди). Широм Источне Африке говори се језик свахили, који садржи много речи из арапског језика.
Становништво Источне Африке је младо, природни прираштај је двоцифрен, просечан животни век је краћи од 50 година, а удео неписмених је велики (осим у Кенији). Са изузетком Сомалије и Џибутија, у свим земљама преовлађују хришћани. У Етиопији и Еритреји већина верника припада православној вери, док у Сомалији и Џибутију већина верника припада исламској вери.
У Уганди је 50% становништва млађе од 15. година.
Источна Африка је најмање урбанизована регија Африке: само 1/4 укупног становништва живи у градовима. Половина укупног становништва Источне Африке концентрисана је на југозападу Кеније, североистоку Танзаније и на територијама Уганде, Бурундија и Руанде. Са око 350 ст./км2, Руанда је најгушће насељена земља целе Африке. Највећи градови регије су Адис Абеба и Најроби, са по око три милиона становника.
| Држава/територија                     | Главни град              | Највећи град (Становништво) | Други највећи град (становништво) |
| Источноафричка заједница              | Источноафричка заједница | Источноафричка заједница    | Источноафричка заједница          |
| ------------------------------------- | ------------------------ | --------------------------- | --------------------------------- |
| Бурунди                               | Гитега                   | Буџумбура                   | Мујинга                           |
| Демократска Република Конго           | Киншаса                  | Киншаса                     | Мбуџи Маји                        |
| Кенија                                | Наироби                  | Наироби                     | Момбаса                           |
| Руанда                                | Кигали                   | Кигали                      | Гитарама                          |
| Јужни Судан                           | Џуба                     | Џуба                        | Малакал                           |
| Танзанија                             | Додома                   | Дар ес Салам                | Мванза                            |
| Уганда                                | Кампала                  | Кампала                     | Гулу                              |
| Рог Африке                            |                          |                             |                                   |
| Џибути                                | Џибути                   | Џибути                      | Али Сабиех                        |
| Еритреја                              | Асмара                   | Асмара                      | Керен                             |
| Етиопија                              | Адис Абаба               | Адис Абаба                  | Дире Дава                         |
| Сомалија                              | Могадишу                 | Могадишу                    | Харгеиса                          |
| Индијски океан                        |                          |                             |                                   |
| Британска територија Индијског океана | Камп Тундер Камп         | Камп Тундер Камп            | –                                 |
| Коморос                               | Морони                   | Морони                      | Мутсамуду                         |
| Француске јужне и антарктичке земље   | Сан Пјер                 | Пор о Фансе                 | –                                 |
| Мадагаскар                            | Антананариво             | Антананариво                | Тоамасина (3,133,518; 2009 est.)  |
| Маурицијус                            | Порт Луј                 | Порт Луј                    | Bо Басин                          |
| Мајот                                 | Мамудзу                  | Мамудзу                     | Џауџи                             |
| Реинион                               | Сен Дени                 | Сен Дени                    | Сен Пол                           |
| Сејшели                               | Сејшели                  | Сејшели                     | Аниз Етоил                        |
| Северна Африка                        |                          |                             |                                   |
| Судан                                 | Картум                   | Омдурман                    | Картум                            |
| Јужна Африка                          |                          |                             |                                   |
| Малави                                | Лилонгве                 | Лилонгве                    | Блантајер (783,296; 2012 est.)    |
| Мозамбик                              | Мапуто                   | Мапуто                      | Нампула                           |
| Замбија                               | Лусака                   | Лусака                      | Китве                             |
| Зимбабве                              | Хараре                   | Хараре                      | Булавајо                          |